# Sphenomorphus capitolythos
Sphenomorphus capitolythos — вид сцинкоподібних ящірок родини сцинкових (Scincidae). Ендемік Індонезії.

## Поширення і екологія
Sphenomorphus capitolythos відомі за типовим зразком, зібраним на острові Кай-Бесар в групі островів Кей у південно-східній частині Молуккського архіпелагу. Вони живуть у вологих тропічних лісах.